# Danowo, Piski
Danowo [daˈnɔvɔ] (tiếng Đức: Dannowen, 1938-45: Siegenau) là một ngôi làng thuộc khu hành chính của Gmina Biała Piska, thuộc huyện Piski, Warmińsko-Mazurskie, ở miền bắc Ba Lan. Nó nằm khoảng 6 kilômét (4 mi) phía nam Biała Piska, 21 km (13 mi) về phía đông Pisz và 109 km (68 mi) về phía đông của thủ đô khu vực Olsztyn.
Trước năm 1945, khu vực này là một phần của Đức (Đông Phổ).
Làng có dân số 70.